# Пробач за кохання
«Пробач за кохання» (італ. Scusa ma ti chiamo amore) — італійський фільм 2008 року режисера Федеріко Моччіа. Знятий за однойменним романом. У головних ролях Рауль Бова і Мікела Кваттрочокке.
Продовження фільму називається «Пробач, я хочу на тобі одружитися». Фільм вийшов в кінці січня 2010 року.

## Сюжет
37-літній красень Алекс працює керівником команди в рекламній компанії, його «вічна наречена» Олена щойно його покинула і в нього розмочинаються проблеми на роботі. Незабаром Алекс знайомиться з не по роках розвинутою 17-літньою Нікі. Нікі має трьох найкращих подружок з якими ділиться усіма своїми проблемами.
Одного дня Алекс їдучи на своєму авто до роботи випадково зачіпає мотоцикл Нікі. Між ними зав'язується дружба, не дивлячись на 20-ти річну різницю у віці, їхні стосунки переростають в любов, від якої не в захваті абсолютно всі родичі й друзі головних героїв.

## У ролях
- Рауль Бова — Алесандро Беллі
- Мікела Кваттрочокке — Ніккі
- Лука Анджелетті — Енріке
- Франческа Антонеллі — Сюзанна
- Франческо Аполлоні — П'єтро
- Франческа Ферраццо — Еріка
- Чечілія Дацці — мама Ніккі

## Саундтрек
1. Scusa ma ti chiamo amore — Sugarfree
2. Quello che mi davi tu — Zero Assoluto
3. Seduto qua — Zero Assoluto
4. She's the One — Robbie Williams
5. La tua ragazza sempre — Irene Grandi
6. Quanti anni hai — Vasco Rossi
7. Semplicemente — Zero Assoluto
8. Tomorrow never- Villeneuve
9. Danziamo — Io, Carlo
10. La prima notte d'amore — Claudio Guidetti
11. Una gita al mare — Claudio Guidetti
12. Alex e Niki — Claudio Guidetti
13. Un giro per Roma — Claudio Guidetti
14. Il faro — Claudio Guidetti
15. Prima di Niki — Claudio Guidetti
16. Il tema per Diletta — Claudio Guidetti
17. Non guardarmi cosi — Zero Assoluto